# Christiane Nielsen
Pour les articles homonymes, voir Nielsen.
Christiane Nielsen, nom de scène de Christiane Maria Kraaz (née le 10 septembre 1936 à Wurtzbourg, morte le 8 avril 2007 à Francfort-sur-le-Main) est une actrice allemande.

## Biographie
Fille d'un enseignant, elle est d'abord assistante dentaire. Après avoir reçu des cours de théâtre, elle joue à Munich au milieu des années 1950 au Theater unter den Arkaden. À partir 1957, elle apparaît au cinéma. La plupart du temps, cependant, elle n'avait que le rôle d'un faire-valoir.
Après deux mariages ratés, Christiane Nielsen épouse le marchand de légumes algérien Miloud Ganga, qu'elle avait rencontré à Munich en 1961. Elle prend sa retraite du cinéma et déménage chez lui à Oran, où elle tient le bar qu'il a ouvert. Les filles Alia (née en 1964) et Myriam (née en 1965) naissent de ce mariage, qui échoue rapidement. Avant son divorce en 1969, dépressive et alcoolique, elle retourne en Allemagne avec ses filles, mais ne peut pas poursuivre sa carrière. Son dernier rôle est une apparition dans la série télévisée Pater Brown. Par la suite, elle se maintient financièrement à flot avec diverses activités (y compris comme femme de ménage). En 1986, elle s'installe avec son compagnon et manager Kurt Lehmann à Francfort-sur-le-Main. Elle réussit en partie lorsqu'elle se voit confier la direction d'une émission de télévision. Après la mort de son compagnon, elle meurt dans la pauvreté.

## Filmographie
- 1957 : La Nuit quand le diable venait
- 1957 : Vacances au Tyrol (de)
- 1957 : Le Chant du bonheur
- 1958 : Les Souris grises
- 1958 : Nackt wie Gott sie schuf (de)
- 1959 : Frau im besten Mannesalter (de)
- 1959 : Le Moraliste
- 1959 : Si mon grand frère savait ça !
- 1960 : La Profession de Madame Warren (Frau Warrens Gewerbe)
- 1960 : La Femme à la fenêtre obscure (de)
- 1960 : Im Namen einer Mutter (de)
- 1960 : Flitterwochen in der Hölle (de)
- 1960 : Bis dass das Geld Euch scheidet … (de)
- 1961 : Eine hübscher als die andere (de)
- 1961 : Le Miracle du père Malachias
- 1961 : Bankraub in der Rue Latour
- 1961 : Cancan und Bakarole (TV)
- 1962 : Der Himmel kann warten (TV)
- 1962 : L'Orchidée rouge
- 1962 : Les Hyènes chassent la nuit (de)
- 1962 : Schönes Wochenende (TV)
- 1963 : Stiftungsfest der fleißigen Biene (TV)
- 1963 : Der arme Bitos... oder Das Diner der Köpfe (TV)
- 1963 : Dans les griffes de l'homme invisible (de)
- 1963 : Meine Tochter und ich (de)
- 1963 : Ist Geraldine ein Engel?
- 1963 : Der Tod des Handlungsreisenden (TV)
- 1964 : Gewagtes Spiel: Der unersetzliche Verlust (TV)
- 1967 : Sibérie, terre de violence
- 1968 : Ein Mann namens Harry Brent (de) (TV)
- 1970 : Pater Brown (série télévisée, épisode Skandal um Gloria)

## Source de traduction
- (de) Cet article est partiellement ou en totalité issu de l’article de Wikipédia en allemand intitulé « Christiane Nielsen » (voir la liste des auteurs).